# Escorxador (Olesa de Montserrat)
L'Escorxador és una obra d'Olesa de Montserrat (Baix Llobregat) protegida com a Bé Cultural d'Interès Local.

## Descripció
Edifici d'estil industrial destinat originàriament a escorxador. De caràcter funcionalista i higienista, s'estructura en tres naus. Les laterals són només de planta baixa, mentre que la central, més alta, en té dues. Una altra nau, més petita, era destinada a l'oreig dels animals, mentre que al costat de llevant un altre cos sortint fa funcions d'oficines. És un edifici aïllat situat al centre d'una illa de l'eixample. Les façanes són austeres i funcionals, amb una composició general en la qual destaquen els amplis finestrals quadrats, alguns emmarcats amb maó, això com els forats de ventilació permanent. Les parets són arrebossades i en algun punt tenen un sòcol amb revestiment de pedra. Les cobertes són a quatre aigües i amb teula plana.

## Història
Entre 1923 i 1932, sota l'alcaldia de Salvador Casas, es varen projectar una sèrie d'equipaments en la zona de l'eixample: el mercat, les escoles nacionals i l'escorxador municipal. A Olesa existia un escorxador al carrer de Santa Oliva, al nucli antic, el qual tenia la funció d'escorxador municipal, i on es sacrificaven tot tipus d'animals. D'ençà la construcció del nou escorxador, l'antic només es feia servir per sacrificar cavalls fins que quedà en desús i a la dècada de 1970 es va enderrocar.
El projecte per a construir el nou escorxador data del juny de 1927, i els autors són l'arquitecte Raimon Duran i Reynals i l'enginyer C. Molinas. L'obra es finalitzà l'any 1929. L'edifici va ser rehabilitat per l'Ajuntament d'Olesa durant la dècada de 1990. L'any 2015 es realitza el projecte de rehabilitació del l'edifici per a destinar-lo a equipament cultural, projecte realitzat pel Servei d'Equipaments i Espai Públic de la Diputació de Barcelona, a petició de l'Ajuntament d'Olesa.